# توني غوميز (لاعب كرة قدم)
توني غوميز هو لاعب كرة قدم غيني بيساوي في مركز الهجوم، ولد في 16 نوفمبر 1998 في غينيا بيساو. لعب مع نادي ليفربول.

## وصلات خارجية
- توني غوميز على موقع قاعدة بيانات كرة القدم.إي يو (الإنجليزية)
- توني غوميز على موقع ناشيونال فوتبول تيمز (الإنجليزية)
- توني غوميز على موقع Soccerway.com (الإنجليزية)
- توني غوميز على موقع عالم كرة القدم.نت (الإنجليزية)
- توني غوميز على موقع AS.com (الإسبانية)